# گمینا فرامپول
گمینا فرامپول (به لهستانی:  Gmina Frampol) یک گمینا در لهستان است که در شهرستان بیوگورای واقع شده‌است. گمینا فرامپول ۱۰۷٫۶۱ کیلومتر مربع مساحت و ۶٬۵۰۲ نفر جمعیت دارد.